# Comps (Żyronda)
Comps – miejscowość i gmina we Francji, w regionie Nowa Akwitania, w departamencie Żyronda.
Według danych na rok 1990 gminę zamieszkiwało 399 osób, a gęstość zaludnienia wynosiła 240 osób/km² (wśród 2290 gmin Akwitanii Comps plasuje się na 792. miejscu pod względem liczby ludności, natomiast pod względem powierzchni na miejscu 1573.).